# Günter Ziegler
Günter Matthias Ziegler (nació el 19 de mayo de 1963, en Múnich) es un matemático alemán. Ziegler es conocido por su investigación en matemáticas discretas y geometría, y particularmente en la combinatoria de politopos.

## Biografía
Ziegler estudió en la Universidad de Múnich desde 1981 hasta 1984, y fue a recibir su doctorado del Instituto Tecnológico de Massachusetts en Cambridge (Massachusetts) en 1987, bajo supervisión de Anders Björner. Después de postdoctorados en la Universidad de Augsburg y del Instituto Mittag-Leffler, recibió su habilitación en 1992 de la Universidad Técnica de Berlín, con la que se unió como profesor en 1995.

## Premios y honores
Ziegler fue premiado con un millón de marcos alemanes del Premio Gerhard Hess por el Deutsche Forschungsgemeinschaft (DFG) en 1994 y 1.5 millones marcos alemanes por el Premio Gottfried Wilhelm Leibniz, el honor más alto de la investigación en Alemania, por el DFG en 2001. En 2006 la Mathematical Association of America concedió Ziegler y a Florian Pfender su más alto honor por exposición matemática, el Premio Chauvenet, por su escrito sobre números kissing.
En 2006 fue presidente por un término de dos años de la Sociedad Matemática Alemana.

## Publicaciones selectas
- Proofs from THE BOOK, Springer, Berlín, 1998, ISBN 3-540-63698-6
  - Aigner, Martin; Ziegler, Günter (2003), Proofs from THE BOOK, Berlín; New York: Springer, ISBN 3-540-40460-0.
- Ziegler, Günter M. (1995), Lectures on Polytopes, Graduate Texts in Mathematics 152, Berlín, New York: Springer-Verlag..
- Bibliografía relacionada con Günter Ziegler en el catálogo de la Biblioteca Nacional de Alemania.

## Lectura adicional
- Drösser, Christoph (13 de septiembre de 2007), «Ein etwas anderer Streber», Die Zeit.. Artículo sobre Ziegler (en alemán).

- Datos: Q72382
- Multimedia: Günter Ziegler (mathematician) / Q72382